# 800 metres llisos
Els 800 metres llisos són una prova de mitjana distància d'atletisme en la qual cada atleta corre pel seu respectiu carrer durant els primers 110 metres, passant a partir d'aquest moment al denominat "carrer lliure" compost normalment pels carrers 1 i 2 de la pista.
Els 800 metres llisos en la seva modalitat masculina formen part del programa oficial dels Jocs Olímpics moderns des de la seva primera edició celebrada a Atenes el 1896. La modalitat femenina no debutaria en canvi fins als Jocs celebrats el 1928 a Amsterdam encara que, en ser considerada per les autoritats esportives del moment com molt dura per a les atletes va deixar d'incloure's en el programa femení dels Jocs fins a l'edició de 1960 a Roma.

## Rècords
- actualitzat a 4 de gener de 2025[1][2]

| Àrea                                 | Homes      | Homes            | Homes     | Dones      | Dones                 | Dones           |
| Àrea                                 | Temps (s)  | Atleta           | País      | Temps (s)  | Atleta                | País            |
| ------------------------------------ | ---------- | ---------------- | --------- | ---------- | --------------------- | --------------- |
| Àfrica                               | 1:40.91 WR | David Rudisha    | Kenya     | 1:54.01    | Pamela Jelimo         | Kenya           |
| Amèrica del Nord, Central i el Carib | 1:41.20    | Marco Arop       | Canadà    | 1:54.44    | Ana Fidelia Quirot    | Cuba            |
| Amèrica del Sud                      | 1:41.77    | Joaquim Cruz     | Brasil    | 1:56.58    | Letitia Vriesde       | Surinam         |
| Àsia                                 | 1:42.79    | Yusuf Saad Kamel | Bahames   | 1:55.54    | Dong Liu              | R.P. de la Xina |
| Europa                               | 1:41.11    | Wilson Kipketer  | Dinamarca | 1:53.28 WR | Jarmila Kratochvílová | Txecoslovàquia  |
| Oceania                              | 1:43.99    | Joseph Deng      | Austràlia | 1:57.78    | Catriona Bisset       | Austràlia       |

## Atletes amb millors marques mundials

### Millors marques masculines
- actualitzat a 4 de gener de 2025.[3]

| Ranking | Marca   | Atleta            | Federació    | Data                 | Lloc      | Ref.  |
| ------- | ------- | ----------------- | ------------ | -------------------- | --------- | ----- |
| 1       | 1:40.91 | David Rudisha     | Kenya        | 9 d'agost de 2012    | Londres   | [ 4 ] |
| 2       | 1:41.11 | Wilson Kipketer   | Dinamarca    | 24 d'agost de 1997   | Colonia   |       |
| 2       | 1:41.11 | Emmanuel Wanyonyi | Kenya        | 22 d'agost de 2024   | Lausana   | [ 5 ] |
| 4       | 1:41.20 | Marco Arop        | Canadà       | 10 d'agost de 2024   | París     | [ 6 ] |
| 5       | 1:41.46 | Djamel Sedjati    | Algèria      | 12 de juliol de 2024 | Mònaco    | [ 7 ] |
| 6       | 1:41.61 | Gabriel Tual      | França       | 7 de juliol de 2024  | París     | [ 8 ] |
| 7       | 1:41.67 | Bryce Hoppel      | Estats Units | 10 d'agost de 2024   | París     | [ 9 ] |
| 9       | 1:41.73 | Sebastian Coe     | Regne Unit   | 10 de juny de 1981   | Florència |       |
| 9       | 1:41.73 | Nijel Amos        | Botswana     | 9 d'agost de 2012    | Londres   | [ 4 ] |
| 10      | 1:41.77 | Joaquim Cruz      | Brazil       | 26 d'agost de 1984   | Colonia   |       |

### Millors marques femenines
- actualitzat a 4 de gener de 2025.[10]

| Ranking | Marca   | Atleta                | Federació      | Data                   | Lloc      | Ref.   |
| ------- | ------- | --------------------- | -------------- | ---------------------- | --------- | ------ |
| 1       | 1:53.28 | Jarmila Kratochvílová | Txecoslovàquia | 26 de juliol de 1983   | Múnic     |        |
| 2       | 1:53.43 | Nadezhda Olizarenko   | Unió Soviètica | 27 de juliol de 1980   | Moscou    |        |
| 3       | 1:54.01 | Pamela Jelimo         | Kenya          | 29 d'agost de 2008     | Zúric     |        |
| 4       | 1:54.25 | Caster Semenya        | Sud-àfrica     | 30 de juny de 2018     | Paris     | [ 11 ] |
| 5       | 1:54.44 | Ana Fidelia Quirot    | Cuba           | 9 de setembre de 1989  | Barcelona |        |
| 6       | 1:54.61 | Keely Hodgkinson      | Regne Unit     | 20 de juliol de 2024   | Londres   | [ 12 ] |
| 6       | 1:54.81 | Olga Mineyeva         | Unió Soviètica | 27 de juliol de 1980   | Moscou    |        |
| 7       | 1:54.94 | Tatyana Kazankina     | Unió Soviètica | 26 de juliol de 1976   | Mont-real |        |
| 8       | 1:54.97 | Athing Mu             | Estats Units   | 17 de setembre de 2023 | Eugene    | [ 13 ] |
| 9       | 1:55.05 | Doina Melinte         | Romania        | 1 d'agost de 1982      | Bucarest  |        |

## Campions olímpics

### Homes
| Edició                       | Or                 | Plata               | Bronze             |
| 1896 Atenes detalls          | Edwin Flack        | Nándor Dáni         | Dimítrios Golemis  |
| 1900 París detalls           | Alfred Tysoe       | John Cregan         | David Hall         |
| 1904 St. Louis detalls       | Jim Lightbody      | Howard Valentine    | Emil Breitkreutz   |
| 1908 Londres detalls         | Mel Sheppard       | Emilio Lunghi       | Hanns Braun        |
| 1912 Estocolm detalls        | Ted Meredith       | Mel Sheppard        | Ira Davenport      |
| 1920 Anvers detalls          | Albert Hill        | Earl Eby            | Bevil Rudd         |
| 1924 París detalls           | Douglas Lowe       | Paul Martin         | Schuyler Enck      |
| 1928 Amsterdam detalls       | Douglas Lowe       | Erik Byléhn         | Hermann Engelhard  |
| 1932 Los Angeles detalls     | Thomas Hampson     | Alex Wilson         | Phil Edwards       |
| 1936 Berlín detalls          | John Woodruff      | Mario Lanzi         | Phil Edwards       |
| 1948 Londres detalls         | Mal Whitfield      | Arthur Wint         | Marcel Hansenne    |
| 1952 Hèlsinki detalls        | Mal Whitfield      | Arthur Wint         | Heinz Ulzheimer    |
| 1956 Melbourne detalls       | Tom Courtney       | Derek Johnson       | Audun Boysen       |
| 1960 Roma detalls            | Peter Snell        | Roger Moens         | George Kerr        |
| 1964 Tòquio detalls          | Peter Snell        | Bill Crothers       | Wilson Kiprugut    |
| 1968 Ciutat de Mèxic detalls | Ralph Doubell      | Wilson Kiprugut     | Tom Farrell        |
| 1972 Múnic detalls           | Dave Wottle        | Yevgeniy Arzhanov   | Mike Boit          |
| 1976 Mont-real detalls       | Alberto Juantorena | Ivo Van Damme       | Rick Wohlhuter     |
| 1980 Moscou detalls          | Steve Ovett        | Sebastian Coe       | Nikolay Kirov      |
| 1984 Los Angeles detalls     | Joaquim Cruz       | Sebastian Coe       | Earl Jones         |
| 1988 Seül detalls            | Paul Ereng         | Joaquim Cruz        | Saïd Aouita        |
| 1992 Barcelona detalls       | William Tanui      | Nixon Kiprotich     | Johnny Gray        |
| 1996 Atlanta detalls         | Vebjørn Rodal      | Hezekiél Sepeng     | Fred Onyancha      |
| 2000 Sydney detalls          | Nils Schumann      | Wilson Kipketer     | Djabir Saïd-Guerni |
| 2004 Atenes detalls          | Yuriy Borzakovskiy | Mbulaeni Mulaudzi   | Wilson Kipketer    |
| 2008 Pequín detalls          | Wilfred Bungei     | Ismail Ahmed Ismail | Alfred Kirwa Yego  |
| 2012 Londres detalls         | David Rudisha      | Nigel Amos          | Timothy Kitum      |
| 2016 Rio detalls             | David Rudisha      | Taoufik Makhloufi   | Clayton Murphy     |
| 2020 Tòquio detalls          | Emmanuel Korir     | Ferguson Rotich     | Patryk Dobek       |
| 2024 París detalls           | Emmanuel Wanyonyi  | Marco Arop          | Djame Sedjati      |

### Dones
| Edició                       | Or                                   | Plata                                | Bronze                               |
| 1928 Amsterdam detalls       | Lina Radke                           | Kinuye Hitomi                        | Inga Gentzel                         |
| 1932–1956                    | No fou inclòs en el programa olímpic | No fou inclòs en el programa olímpic | No fou inclòs en el programa olímpic |
| 1960 Roma detalls            | Lyudmila Shevtsova                   | Brenda Jones                         | Ursula Donath                        |
| 1964 Tòquio detalls          | Ann Packer                           | Maryvonne Dupureur                   | Marise Chamberlain                   |
| 1968 Ciutat de Mèxic detalls | Madeline Manning                     | Ilona Silai                          | Mia Gommers                          |
| 1972 Múnic detalls           | Hildegard Falck                      | Nijolė Sabaitė                       | Gunhild Hoffmeister                  |
| 1976 Mont-real detalls       | Tatyana Kazankina                    | Nikolina Shtereva                    | Elfi Zinn                            |
| 1980 Moscou detalls          | Nadejda Olizarenko                   | Olga Mineyeva                        | Tatyana Providokhina                 |
| 1984 Los Angeles detalls     | Doina Melinte                        | Kim Gallagher                        | Fita Lovin                           |
| 1988 Seül detalls            | Sigrun Wodars                        | Christine Wachtel                    | Kim Gallagher                        |
| 1992 Barcelona detalls       | Ellen van Langen                     | Liliya Nurutdinova                   | Ana Fidelia Quirot                   |
| 1996 Atlanta detalls         | Svetlana Masterkova                  | Ana Fidelia Quirot                   | Maria Mutola                         |
| 2000 Sydney detalls          | Maria Mutola                         | Stephanie Graf                       | Kelly Holmes                         |
| 2004 Atenes detalls          | Kelly Holmes                         | Hasna Benhassi                       | Jolanda Čeplak                       |
| 2008 Pequín detalls          | Pamela Jelimo                        | Janeth Jepkosgei                     | Hasna Benhassi                       |
| 2012 Londres detalls         | Maria Savinova                       | Caster Semenya                       | Ekaterina Poistogova                 |
| 2016 Rio detalls             | Caster Semenya                       | Francine Niyonsaba                   | Margaret Wambui                      |
| 2020 Tòquio detalls          | Athing Mu                            | Keely Hodgkinson                     | Raevyn Rogers                        |
| 2024 París detalls           | Keely Hodgkinson                     | Tsige Duguma                         | Mary Moraa                           |

## Campions mundials

### Homes
| Championships  | Or                          | Plata                      | Bronze                          |
| Helsinki 1983  | Willi Wülbeck (FRG)         | Rob Druppers (NED)         | Joaquim Cruz (BRA)              |
| Roma 1987      | Billy Konchellah (KEN)      | Peter Elliott (GBR)        | José Luíz Barbosa (BRA)         |
| Tokyo 1991     | Billy Konchellah (KEN)      | José Luíz Barbosa (BRA)    | Mark Everett (EUA)              |
| Stuttgart 1993 | Paul Ruto (KEN)             | Giuseppe D'Urso (ITA)      | Billy Konchellah (KEN)          |
| Göteborg 1995  | Wilson Kipketer (DEN)       | Arthémon Hatungimana (BDI) | Vebjørn Rodal (NOR)             |
| Atenes 1997    | Wilson Kipketer (DEN)       | Norberto Téllez (CUB)      | Rich Kenah (EUA)                |
| Sevilla 1999   | Wilson Kipketer (DEN)       | Hezekiél Sepeng (RSA)      | Djabir Saïd-Guerni (ALG)        |
| Edmonton 2001  | André Bucher (SUI)          | Wilfred Bungei (KEN)       | Paweł Czapiewski (POL)          |
| París 2003     | Djabir Saïd-Guerni (ALG)    | Yuriy Borzakovskiy (RUS)   | Mbulaeni Mulaudzi (RSA)         |
| Helsinki 2005  | Rashid Ramzi (BHR)          | Yuriy Borzakovskiy (RUS)   | William Yiampoy (KEN)           |
| Osaka 2007     | Alfred Kirwa Yego (KEN)     | Gary Reed (CAN)            | Yuriy Borzakovskiy (RUS)        |
| Berlín 2009    | Mbulaeni Mulaudzi (RSA)     | Alfred Kirwa Yego (KEN)    | Yusuf Saad Kamel (BHR)          |
| Daegu 2011     | David Rudisha (KEN)         | Abubaker Kaki (SUD)        | Yuriy Borzakovskiy (RUS)        |
| Moscou 2013    | Mohammed Aman (ETH)         | Nick Symmonds (EUA)        | Ayanleh Souleiman (DJI)         |
| Beijing 2015   | David Rudisha (KEN)         | Adam Kszczot (POL)         | Amel Tuka (BIH)                 |
| Londres 2017   | Pierre-Ambroise Bosse (FRA) | Adam Kszczot (POL)         | Kipyegon Bett (KEN)             |
| Doha 2019      | Donavan Brazier (EUA)       | Amel Tuka (BIH)            | Ferguson Cheruiyot Rotich (KEN) |
| Eugene 2022    | Emmanuel Korir (KEN)        | Djamel Sedjati (ALG)       | Marco Arop (CAN)                |
| Budapest 2023  | Marco Arop (CAN)            | Emmanuel Wanyonyi (KEN)    | Ben Pattison (GBR)              |

### Dones
| Championships  | Or                          | Plata                    | Bronze                       |
| Helsinki 1983  | Jarmila Kratochvílová (TCH) | Lyubov Gurina (URS)      | Yekaterina Podkopayeva (URS) |
| Roma 1987      | Sigrun Wodars (GDR)         | Christine Wachtel (GDR)  | Lyubov Gurina (URS)          |
| Tokyo 1991     | Liliya Nurutdinova (URS)    | Ana Fidelia Quirot (CUB) | Ella Kovacs (ROU)            |
| Stuttgart 1993 | Maria Mutola (MOZ)          | Lyubov Gurina (RUS)      | Ella Kovacs (ROU)            |
| Göteborg 1995  | Ana Fidelia Quirot (CUB)    | Letitia Vriesde (SUR)    | Kelly Holmes (GBR)           |
| Atenes 1997    | Ana Fidelia Quirot (CUB)    | Yelena Afanasyeva (RUS)  | Maria Mutola (MOZ)           |
| Sevilla 1999   | Ludmila Formanová (CZE)     | Maria Mutola (MOZ)       | Svetlana Masterkova (RUS)    |
| Edmonton 2001  | Maria Mutola (MOZ)          | Stephanie Graf (AUT)     | Letitia Vriesde (SUR)        |
| París 2003     | Maria Mutola (MOZ)          | Kelly Holmes (GBR)       | Natalya Khrushcheleva (RUS)  |
| Helsinki 2005  | Zulia Calatayud (CUB)       | Hasna Benhassi (MAR)     | Tatyana Andrianova (RUS)     |
| Osaka 2007     | Janeth Jepkosgei (KEN)      | Hasna Benhassi (MAR)     | Mayte Martínez (ESP)         |
| Berlín 2009    | Caster Semenya (RSA)        | Janeth Jepkosgei (KEN)   | Jenny Meadows (GBR)          |
| Daegu 2011     | Caster Semenya (RSA)        | Janeth Jepkosgei (KEN)   | Alysia Johnson Montaño (EUA) |
| Moscou 2013    | Eunice Sum (KEN)            | Brenda Martinez (EUA)    | Alysia Johnson Montaño (EUA) |
| Beijing 2015   | Maryna Arzamasava (BLR)     | Melissa Bishop (CAN)     | Eunice Sum (KEN)             |
| Londres 2017   | Caster Semenya (RSA)        | Francine Niyonsaba (BDI) | Ajeé Wilson (EUA)            |
| Doha 2019      | Halimah Nakaayi (UGA)       | Raevyn Rogers (EUA)      | Ajeé Wilson (EUA)            |
| Eugene 2022    | Athing Mu (EUA)             | Keely Hodgkinson (GBR)   | Mary Moraa (KEN)             |
| Budapest 2023  | Mary Moraa (KEN)            | Keely Hodgkinson (GBR)   | Athing Mu (EUA)              |